# Чемпіонат Європи зі стрибків у воду 2019
Чемпіонат Європи зі стрибків у воду 2019 — шостий чемпіонат Європи зі стрибків у воду, що відбувся у Києві з 5 по 11 серпня 2019 року.

## Країни-учасниці
- Австрія (3)
- Білорусь (5)
- Болгарія (2)
- Велика Британія (13)
- Вірменія (4)
- Грузія (2)
- Данія (1)
- Ірландія (4)
- Іспанія (4)
- Італія (11)
- Нідерланди (5)
- Норвегія (3)
- Німеччина (14)
- Польща (4)
- Росія (12)
- Румунія (4)
- Туреччина (1)
- Україна (11)
- Фінляндія (5)
- Франція (5)
- Хорватія (3)
- Швейцарія (6)
- Швеція (4)[3]

## Результати

### Загальні результати

#### Медальний залік
Господар чемпіонату 
| Місце  | Країна          | Золото | Срібло | Бронза | Загалом |
| ------ | --------------- | ------ | ------ | ------ | ------- |
| 1      | Росія           | 6      | 2      | 4      | 12      |
| 2      | Україна         | 3      | 3      | 1      | 7       |
| 3      | Німеччина       | 2      | 4      | 2      | 8       |
| 4      | Італія          | 1      | 0      | 1      | 2       |
| 5      | Нідерланди      | 1      | 1      | 0      | 2       |
| 6      | Велика Британія | 0      | 2      | 4      | 6       |
| 7      | Франція         | 0      | 1      | 0      | 1       |
| 8      | Швейцарія       | 0      | 0      | 1      | 1       |
| Всього | Всього          | 13     | 13     | 13     | 39      |

#### Кубковий залік

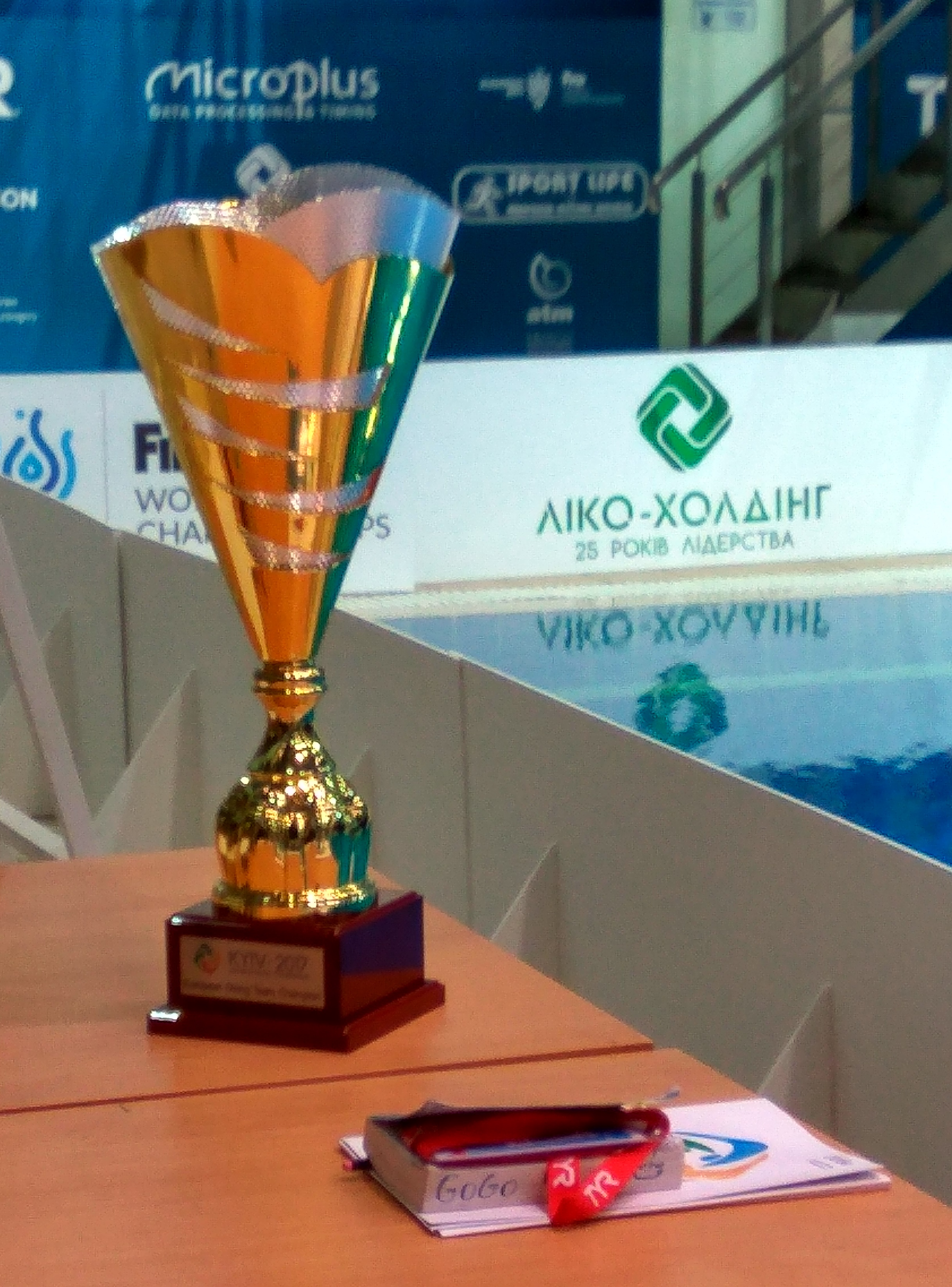
Кубок для збірної, що стала Чемпіоном Європи зі стрибків у воду в очковому заліку

На чемпіонаті Європи зі стрибків у воду розігрується кубок, що вручається найкращій команді за очковим заліком. Очки у кубковий залік зараховуються за результатами всіх учасників фіналів, а не тільки медалістів. Цей кубок здобула збірна Росії, набравши 258 залікових балів.
| №  | Країна          | Чоловіки | Жінки   | Мікст  | Сума |
| -- | --------------- | -------- | ------- | ------ | ---- |
| 1  | Росія           | 100 (9)  | 94 (10) | 64 (5) | 258  |
| 2  | Німеччина       | 71 (9)   | 76 (8)  | 68 (5) | 215  |
| 3  | Велика Британія | 76 (9)   | 57 (8)  | 56 (5) | 189  |
| 4  | Україна         | 80 (9)   | 57 (6)  | 42 (3) | 179  |
| 5  | Італія          | 54 (9)   | 53 (6)  | 48 (5) | 155  |
| 6  | Швейцарія       | 23 (5)   | 33 (5)  | 20 (2) | 76   |
| 7  | Нідерланди      | 0        | 44 (5)  | 14 (1) | 58   |
| 8  | Франція         | 32 (5)   | 6 (1)   | 18 (1) | 56   |
| 9  | Румунія         | 8 (1)    | 16 (2)  | 16 (2) | 40   |
| 10 | Норвегія        | 0        | 26 (4)  | 0      | 26   |
| 11 | Вірменія        | 22 (4)   | 0       | 0      | 22   |
| 11 | Швеція          | 5 (2)    | 7 (2)   | 10 (1) | 22   |
| 13 | Білорусь        | 6 (2)    | 3 (2)   | 13 (2) | 21   |
| 14 | Польща          | 20 (3)   | 0       | 0      | 20   |
| 15 | Ірландія        | 4 (1)    | 4 (2)   | 10 (2) | 18   |
| 16 | Грузія          | 8 (2)    | 0       | 0      | 8    |
| 17 | Іспанія         | 0        | 5 (1)   | 0      | 5    |

### Результати за дисциплінами

#### Чоловіки

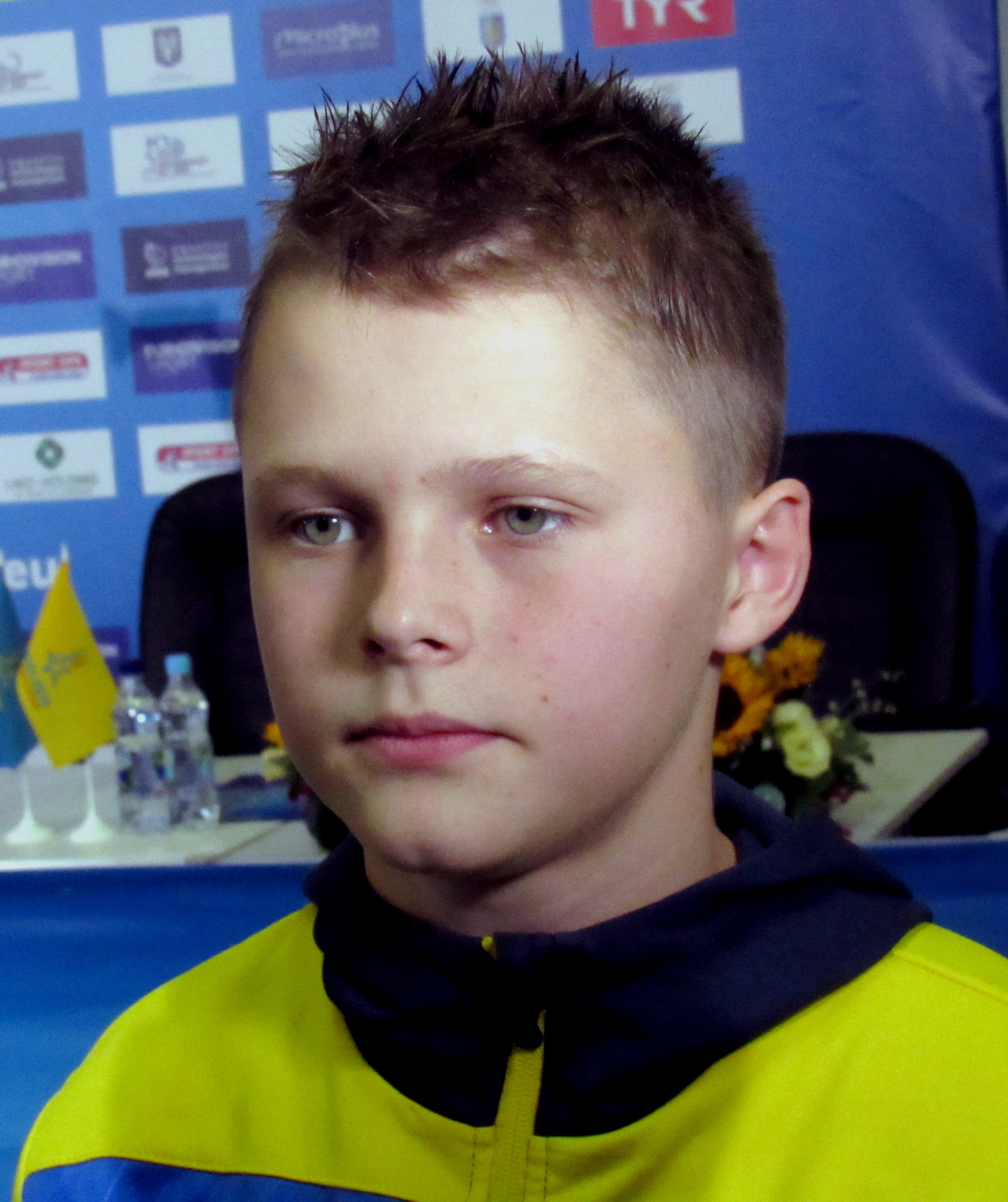
13-річний Олексій Середа став наймолодшим чемпіоном Європи в історії

| Дисципліна                   | Золото                                   | Золото | Срібло                                 | Срібло | Бронза                                         | Бронза |
| ---------------------------- | ---------------------------------------- | ------ | -------------------------------------- | ------ | ---------------------------------------------- | ------ |
| трамплін 1 метр              | Патрік Гаусдінґ Німеччина                | 388,85 | Олег Колодій Україна                   | 381,50 | Лоренцо Марсалья Італія                        | 380,15 |
| трамплін 3 метри             | Євген Кузнєцов Росія                     | 499,75 | Патрік Гаусдінґ Німеччина              | 456,85 | Джеймс Гітлі Велика Британія                   | 439,90 |
| платформа 10 метрів          | Олексій Середа Україна                   | 488.85 | Бенжамін Оффре Франція                 | 474.90 | Руслан Терновой Росія                          | 445.25 |
| синхрон, трамплін 3 метри    | Росія Євген Кузнєцов Микита Шлейхер      | 435.69 | Німеччина Патрік Гаусдінґ Ларс Рюдіґер | 398.64 | Велика Британія Ентоні Гардінґ Джордан Гоулден | 387.60 |
| синхрон, платформа 10 метрів | Росія Олександр Бельовцев Микита Шлейхер | 417.30 | Україна Олег Сербін Олексій Середа     | 413.16 | Велика Британія Метью Діксон Ноа Вільямс       | 412.56 |

#### Жінки
| Дисципліна                   | Золото                               | Золото | Срібло                                  | Срібло | Бронза                                            | Бронза |
| ---------------------------- | ------------------------------------ | ------ | --------------------------------------- | ------ | ------------------------------------------------- | ------ |
| трамплін 1 метр              | Віталія Корольова Росія              | 266.70 | Олена Федорова Україна                  | 263.45 | Христина Ільїних Росія                            | 263.05 |
| трамплін 3 метри             | Інґе Янсен Нідерланди                | 293.85 | Христина Ільїних Росія                  | 292.60 | Тіна Пунцель Німеччина                            | 290.15 |
| платформа 10 метрів          | Софія Лискун Україна                 | 330.00 | Селін ван Дейн Нідерланди               | 304.50 | Юлія Тимошиніна Росія                             | 304.45 |
| синхрон, трамплін 3 метри    | Росія Віталія Корольова Уляна Клюєва | 290.70 | Німеччина Лена Генчель Тіна Пунцель     | 288.87 | Україна Кесарь Вікторія Юріївна Ганна Письменська | 287.37 |
| синхрон, платформа 10 метрів | Італія Ноемі Баткі Кіара Пеллакані   | 290.34 | Велика Британія Фібі Бенкс Емілі Мартін | 284.40 | Росія Катерина Бєляєва Юлія Тимошиніна            | 277.50 |

#### Змішані змагання
| Дисципліна          | Золото                                                                | Золото | Срібло                                                                 | Срібло | Бронза                                                             | Бронза |
| ------------------- | --------------------------------------------------------------------- | ------ | ---------------------------------------------------------------------- | ------ | ------------------------------------------------------------------ | ------ |
| трамплін 3 метри    | Україна Вікторія Кесарь Станіслав Оліферчик                           | 297.69 | Німеччина Тіна Пунцель Лоу Массенберґ                                  | 294.09 | Швейцарія Мішель Гаймберґ Джонатан Суков                           | 282.00 |
| платформа 10 метрів | Росія Віктор Мінібаєв Катерина Бєляєва                                | 320.70 | Велика Британія Ноа Вільямс Еден Чен                                   | 303.60 | Німеччина Флоріан Фандлер Крістіна Вассен                          | 287.76 |
| командні змагання   | Німеччина Тіна Пунцель Крістіна Вассен Патрік Гаусдінґ Лоу Массенберґ | 405.50 | Росія Віталія Корольова Катерина Бєляєва Ілля Молчанов Віктор Мінібаєв | 401.05 | Велика Британія Еден Чен Кетрін Торренс Ноа Вільямс Ентоні Гардінґ | 392.00 |